# Ophiomyia chondrillae
Ophiomyia chondrillae är en tvåvingeart som beskrevs av Spencer 1986. Ophiomyia chondrillae ingår i släktet Ophiomyia och familjen minerarflugor.
Artens utbredningsområde är Washington. Inga underarter finns listade i Catalogue of Life.